# Élections législatives de 1981 dans la Haute-Saône
Les élections législatives françaises de 1981 dans la Haute-Saône se déroulent les 14 et 21 juin 1981.

## Élus
| Circonscription | Député sortant       | Parti | Parti     | Député élu ou réélu | Parti | Parti |
| --------------- | -------------------- | ----- | --------- | ------------------- | ----- | ----- |
| 1re             | Pierre Chantelat     |       | UDF (PR)  | Christian Bergelin  |       | RPR   |
| 2e              | Jean-Jacques Beucler |       | UDF (CDS) | Jean-Pierre Michel  |       | PS    |

## Positionnement des partis
Le Parti socialiste et le Mouvement des radicaux de gauche présentent des candidats communs tandis que la majorité sortante RPR-UDF-CNIP se présente sous le sigle « Union pour la nouvelle majorité ». Enfin, le Parti communiste présente des candidats sous l'appellation « majorité d'union de la gauche ».

## Résultats

### Résultats à l'échelle du département
| Parti          | Parti                              | Premier tour | Premier tour | Second tour | Second tour | Sièges |
| Parti          | Parti                              | Voix         | %            | Voix        | %           | Sièges |
| -------------- | ---------------------------------- | ------------ | ------------ | ----------- | ----------- | ------ |
|                | Parti socialiste                   | 50 987       | 42,30        | 68 614      | 51,18       | 1      |
|                | Parti communiste français          | 9 622        | 7,98         |             |             | 0      |
|                | Majorité présidentielle            | 60 609       | 50,28        | 68 614      | 51,11       | 1      |
|                |                                    |              |              |             |             |        |
|                | Union pour la démocratie française | 29 090       | 24,13        | 32 689      | 24,27       | 0      |
|                | Rassemblement pour la République   | 28 796       | 23,89        | 32 955      | 24,55       | 1      |
|                | Union pour la nouvelle majorité    | 57 886       | 48,03        | 65 644      | 48,89       | 1      |
|                |                                    |              |              |             |             |        |
|                | Mouvement des démocrates           | 1 092        | 0,91         |             |             | 0      |
|                | Lutte ouvrière                     | 946          | 0,78         | 0           |             |        |
|                |                                    |              |              |             |             |        |
| Inscrits       | Inscrits                           | 159 865      | 100,00       | 159 860     | 100,00      | 2      |
| Abstentions    | Abstentions                        | 37 254       | 23,3         | 23 688      | 14,82       |        |
| Votants        | Votants                            | 122 611      | 76,7         | 136 172     | 85,18       |        |
| Blancs et nuls | Blancs et nuls                     | 2 078        | 1,69         | 1 914       | 1,41        |        |
| Exprimés       | Exprimés                           | 120 533      | 98,31        | 134 258     | 98,59       |        |

### Résultats par circonscription

#### Première circonscription (Vesoul)
| Candidat       | Candidat               | Parti          | Premier tour | Premier tour | Second tour | Second tour |  |
| Candidat       | Candidat               | Parti          | Voix         | %            | Voix        | %           |  |
| -------------- | ---------------------- | -------------- | ------------ | ------------ | ----------- | ----------- |  |
|                | Christian Bergelin élu | RPR (UNM)      | 28 796       | 49,59        | 32 955      | 50,57       |  |
|                | Claude Charpentier     | PS             | 24 210       | 41,69        | 32 213      | 49,43       |  |
|                | Frédéric Bernabé       | PCF            | 3 970        | 6,84         |             |             |  |
|                | Claude Faÿ             | MDD            | 1 092        | 1,88         |             |             |  |
|                |                        |                |              |              |             |             |  |
| Inscrits       | Inscrits               | Inscrits       | 78 420       | 100,00       | 78 424      | 100,00      |  |
| Abstentions    | Abstentions            | Abstentions    | 19 454       | 24,81        | 12 520      | 15,96       |  |
| Votants        | Votants                | Votants        | 58 966       | 75,19        | 65 904      | 84,04       |  |
| Blancs et nuls | Blancs et nuls         | Blancs et nuls | 898          | 1,52         | 736         | 1,12        |  |
| Exprimés       | Exprimés               | Exprimés       | 58 068       | 98,48        | 65 168      | 98,88       |  |

#### Deuxième circonscription (Lure)
| Candidat       | Candidat                     | Parti          | Premier tour | Premier tour | Second tour | Second tour |  |
| Candidat       | Candidat                     | Parti          | Voix         | %            | Voix        | %           |  |
| -------------- | ---------------------------- | -------------- | ------------ | ------------ | ----------- | ----------- |  |
|                | Jean-Jacques Beucler sortant | UDF (CDS)      | 29 090       | 46,57        | 32 689      | 47,31       |  |
|                | Jean-Pierre Michel élu       | PS             | 26 777       | 42,87        | 36 401      | 52,69       |  |
|                | Hubert Guerrin               | PCF            | 5 652        | 9,05         |             |             |  |
|                | Noël Hennequin               | LO             | 946          | 1,51         |             |             |  |
|                |                              |                |              |              |             |             |  |
| Inscrits       | Inscrits                     | Inscrits       | 81 445       | 100,00       | 81 436      | 100,00      |  |
| Abstentions    | Abstentions                  | Abstentions    | 17 800       | 21,86        | 11 168      | 13,71       |  |
| Votants        | Votants                      | Votants        | 63 645       | 78,14        | 70 268      | 86,29       |  |
| Blancs et nuls | Blancs et nuls               | Blancs et nuls | 1 180        | 1,85         | 1 178       | 1,68        |  |
| Exprimés       | Exprimés                     | Exprimés       | 62 465       | 98,15        | 69 090      | 98,32       |  |